# Phyllophaga kulzeri
Phyllophaga kulzeri är en skalbaggsart som beskrevs av Frey 1975. Phyllophaga kulzeri ingår i släktet Phyllophaga och familjen Melolonthidae. Inga underarter finns listade i Catalogue of Life.